# Diego de Siloé

Widok na nawę główną katedry w Grenadzie

Diego de Siloé (ur. ok. 1490 w Burgos, zm. 22 października 1563 w Granadzie) – hiszpański architekt i rzeźbiarz renesansowy. Jeden z najbardziej znaczących artystów swego czasu w Hiszpanii. Większość jego dzieł znajduje się w Andaluzji.

## Najważniejsze dzieła Diego de Siloé
- Katedra Najświętszej Marii Panny od Wcielenia w Grenadzie, od 1528[1] główny architekt budowy, przeprojektował ją po Enrique de Egasie, budowa była później kontynuowana przez wielu wybitnych architektów aż do 1704[2] roku;
- katedra w Máladze, zaprojektowana w 1538;
- rozbudowa katedry w Guadix z 1549[3].